# Mallet
Mallet é um município brasileiro do estado do Paraná. Sua população, conforme estimativas do IBGE de 2018, era de 13 595 habitantes.

## História
A ocupação das terras do Vale do Iguaçu teve início com as expedições pelo Sertão do Tibagi, no período de 1768 a 1777, tendo como pioneiros, Domingos Lopes Cascais, assessorado por Bruno da Costa Figueira que, em várias expedições, percorreram este rio até a divisa com as terras espanholas. Foi durante a Quarta Expedição que Bruno da Costa Figueira subiu o Rio Potinga, explorando suas margens e atingiu a Serra da Esperança, constatando extensas regiões inexploradas.
Em 1884 iniciavam-se os trabalhos de medição das terras e formação de núcleos coloniais da região Sul do Paraná. Um grupo de famílias parte de Campo Largo da Piedade, próximo de Curitiba, e ao passar por Palmeira, se encontraram com lavradores, procedentes de Itaiacoca, município de Ponta Grossa, formam assim 15 famílias, que marcham para a zona meridional, que penetrou no sertão bravio. São conhecidos somente três chefes das famílias: Frederico Carlos Franco de Souza, João Teixeira de Lima e Antônio Rodrigues de Lima. Cortando picadas e seguindo antigos caminhos de tropas. Após dois meses, atingiram a região localizada à margem esquerda de um rio, onde formaram um pequeno povoado, com moradias provisórias, e deram a denominação de Rio Claro, em virtude da limpidez das águas do rio. Esses primeiros povoadores das terras da futura colônia de Mallet não faziam parte do plano de colonização da província, mas dedicaram-se a agricultura e a pecuária, enfrentaram os mais difíceis problemas de sobrevivência para lavrarem a terra. Contudo, tinham elevado espírito de religiosidade e construíram no topo da colina uma capela, que era toda feita de bambus, dedicada a Nossa Senhora do Rosário. Em 1891, foi criada legalmente a colônia de Rio Claro, juntamente com outras três no Vale do Iguaçu: Palmira, Água Branca e Eufrosina.
A Colônia Eufrosina foi criada com sede na vila Barra Feia, (atual Fluviópolis) ao longo da linha do Rio Iguaçu, que termina na sede da colônia de Rio Claro. O Porto Fluvial de Barra Feia tornou-se o escoadouro para os produtos das duas colônias.
A colônia Rio Claro foi a maior em extensão as margens do Rio Iguaçu, com 1371 lotes, dos quais 79 formavam a sede da colônia, sendo os demais distribuídos por 9 linhas principais e 18 vicinais. Esta colônia ligava-se a sede da Barra Feia, por uma estrada carroçável, com extensão de 13 km, denominada linha Iguaçu.
Passado seis anos do estabelecimento dos primeiros povoadores em Rio Claro, em 1890, chegaram os primeiros imigrantes europeus, provenientes da Polônia, indo localizar-se na Colônia que já se encontrava traçada em lotes de 10 alqueires de terra, os quais foram vendidos aos colonos, a longo prazo, e também sendo-lhes concedido o sustento por dois meses. Apesar de ser basicamente camponesa, a imigração polonesa apresentou um bom número de intelectuais, jornalistas, cientistas, sacerdotes, militares, artistas, que muito contribuíram para a modernização e o progresso material e intelectual da região. Em 1891, um ano após a vinda dos poloneses, 3.000 ucranianos estabeleceram-se em Rio Claro e Eufrosina. A maioria procediam da Galícia Ocidental, sendo classificados, pelo serviço de povoamento, como polacos austríacos e polacos russos. Os ucranianos e os poloneses, construíram igrejas, escolas, clubes recreativos, além de casas, sendo muitas em estilo europeu. Os habitantes daquelas comunidades viviam da agricultura e da pecuária, comercializando os seus produtos com os tropeiros que atravessavam a região, saindo de Palmas rumo a São Paulo.
A 22 de novembro de 1892, foi criado o Distrito Judiciário de Rio Claro, atual Rio Claro do Sul, por ato do município de São João do Triunfo, o qual englobava esta área. Por volta de 1895, esta comunidade recebeu mais um grupo de imigrantes, sendo ucranianos, e em 1896, 800 famílias estabeleceram-se nos arredores dos núcleos de Mallet e Dorizon.
Em 1903, os trilhos da Brazil Railway Company Companhia Estrada de Ferro São Paulo-Rio Grande concedidos a Teixeira Soares são assentados a 20 km ao sudoeste da Vila de Rio Claro do Sul, ligando o Rio Grande do Sul a São Paulo. Já em seguida, foi construída uma estação ferroviária com o nome de "Estação Ferroviária Marechal Mallet", em homenagem ao engenheiro militar João Nepomuceno de Medeiros Mallet, natural de Bagé – RS, membro da tradicional família militar brasileira. Com a construção dessa estação e da estrada de ferro, muitas famílias vieram morar nas redondezas formando um pequeno povoado chamado de "São Pedro de Mallet", às margens de um riacho chamado Charqueada. Nas proximidades desta estação ferroviária construiu-se uma pequena capela cujo padroeiro é São Pedro, daí o nome de São Pedro de Mallet. Com o evidente progresso trazido pela estrada de ferro, esse povoado recebeu, então, nos anos seguintes, a chegada de muitas famílias vindas da Europa. Criaram-se, então, outros povoados como Dorizon, Serra do Tigre, Vera Guarani, Colônia Eufrosina, Barra Feia, Santa Cruz, Lajeado, Vera Cruz e outros.
O Decreto nº 286, de 28 de julho de 1904, regulamenta os serviços de cobrança de dívidas coloniais do estado, formando a colônia Rio Claro.
No ano de 1908, a dezessete de dezembro, foi criado o Distrito Judiciário de São Pedro de Mallet, da Comarca de São Mateus.
A colônia atingiu certo grau de desenvolvimento e, finalmente a quinze de abril de 1912, pela lei nº 1189, foi criado o Município de São Pedro de Mallet, instalado oficialmente dia 21 de setembro do mesmo ano, na residência do cidadão Adão Sobocinski, com a posse do primeiro prefeito, o senhor José Pompeu.
A partir da criação do Município de São Pedro de Mallet, o mesmo foi desmembrado do Município de São Mateus do Sul, passando a pertencer a Comarca de União da Vitória. A Vila de São Pedro de Mallet, sede do município, foi incorporada com mais os núcleos de Rio Claro, Vera Guarani e Dorizon.
Em 1920, passados vários anos da chegada dos imigrantes, muitos deles não haviam sido naturalizados brasileiros, constando no terceiro recenseamento da república como estrangeiro, 5.067 habitantes, num total de 14.294 habitantes. Entre os 9.227 brasileiros restantes, constam ainda os descendentes de imigrantes. Em 26 de março de 1921, foi criado o Distrito Administrativo de Paulo Frontin, e em 1938, o Distrito de Dorizon. A Lei Estadual de nº 2645, de 1 de abril de 1929, deu oficialmente a denominação a grafia de "Mallet", sendo extinto o termo São Pedro de Mallet.
A partir do Estado Novo, houve a proibição do uso da língua estrangeira, com isso foram fechados os clubes literários e escolas de língua estrangeira e a continuidade do ensino da língua ficou a cargo da família. Os livros das bibliotecas existentes foram distribuídos entre os seus sócios, para que se mantivessem bem protegidos contra possível confisco, e esse material servia para suas leituras. A partir de 1946, novamente os padres e religiosos puderam orientar os colonos com a língua europeia, no sentido de preservar a língua polonesa e ucraniana.
Até 1950, a administração do município de Mallet esteve no poder de líderes nacionais, não pertencentes à comunidade local. Assim, pessoas como José Pompeu, Ademar Sá, Elpídio Caetano da Silva, Osvaldo Lombardi Dias, Odilon Barros de Camargo, Aderbal Fortes, José Paul, Valdomiro França, são os nomes de alguns dos primeiros prefeitos; exceção feita a Bronislau Wronski (1935); e a partir de 1950 Szremeta, Choma, Lopacinski, Bilek, Matioski, Zanko, representam a participação livre dos descendentes eslavos na administração local.
Em 2022, as línguas ucraniana e polonesa foram cooficializadas no município.

## Geografia
Possui uma área é de 723,085 km² representando 0,3628% do estado, 0,1283 % da região e 0,0085 % de todo o território brasileiro. Localiza-se a uma latitude 25°52'40" sul e a uma longitude 50°49'15" oeste, estando a uma altitude de 901 m.

### Demografia
Dados do Censo - 2008
População Total: 13.602
- Urbana: 7.862
- Rural: 5.740
- Homens: 6.532
- Mulheres: 6.070

Índice de Desenvolvimento Humano (IDH-M): 0,761
- IDH-M Renda: 0,658
- IDH-M Longevidade: 0,742
- IDH-M Educação: 0,883

| Etnias   | Porcentagem |
| -------- | ----------- |
| Brancos  | 93,5%       |
| Negros   | 1,2%        |
| Amarelos | 0,3%        |
| Pardos   | 5,0%        |

Fonte: IPARDES

### Hidrografia
- Rio Potinga
- Rio Xarqueada
- Rio São Pedro

## Transporte
O município de Mallet é servido pelas seguintes rodovias:
- BR-153, a "Transbrasiliana", no seu trecho União da Vitória a Jacarezinho (ligando Santa Catarina a São Paulo)
- PR-281, que liga a cidade de São Mateus do Sul e a BR-476

## Filhos ilustres
- Valfrido Pilotto - escritor e jornalista
- Miguel Bakun - pintor